# Medalha do Ar

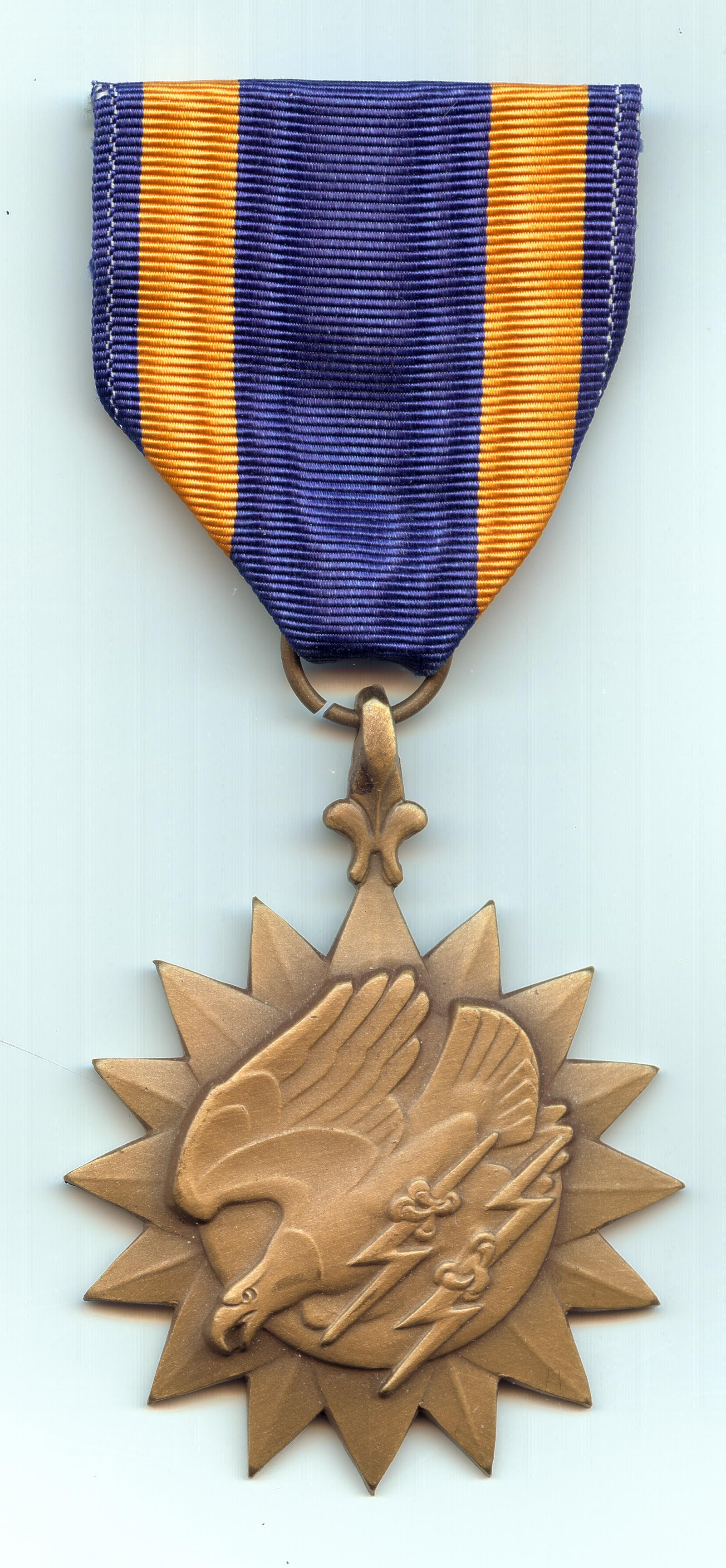
Imagem da medalha.

A Medalha do Ar (em inglês:  Air Medal) é uma condecoração militar das Forças Armadas dos Estados Unidos. A medalha foi criada em 1942 e é concedida principalmente a pilotos que se destacaram na área da aviação.